# Road Fighter
《Road Fighter》는 대한민국의 음악 그룹 젝스키스의 세 번째 정규앨범이다. 〈Road Fighter〉, 〈무모한 사랑〉으로 활동하던 젝스키스는 긴 휴식기 없이 같은 해 가을에 스페셜 앨범을 발표한다.

## 수록곡
| #            | 제목                                 | 작사         | 작곡           | 편곡         | 재생 시간 |
| ------------ | ------------------------------------ | ------------ | -------------- | ------------ | --------- |
| 1.           | 〈Technopolis〉                      | 김창환       | 김창환         | 이윤상       | 3:35      |
| 2.           | 〈Road Fighter〉                     | 김창환       | 이윤상         | 김건모       | 3:21      |
| 3.           | 〈무모한 사랑〉                      | 김창환       | 김창환         | 김우진       | 3:45      |
| 4.           | 〈Chance (지금이야)〉                | 천성일       | 천성일         | 김우진       | 3:57      |
| 5.           | 〈Fake G (절대자)〉                  | 김창환       | 은지원, 이윤상 | 이윤상       | 4:20      |
| 6.           | 〈Crying Game〉                      | 홍종구       | 천성일         | 김우진       | 3:38      |
| 7.           | 〈Flying Love (천상비애(天上飛愛))〉 | 홍종구       | 이윤상         | 이윤상       | 3:56      |
| 8.           | 〈약속된 운명 (아마게돈)〉           | 김창환       | 김창환         | 김건모       | 3:47      |
| 9.           | 〈Come to Me Baby〉                  | 김창환       | 김창환         | 장수원       | 3:42      |
| 10.          | 〈7전 8기〉                          | 김창환       | 김창환         | 김우진       | 3:27      |
| 11.          | 〈Run Away〉                         | 김창환       | 은지원         | 이윤상       | 3:54      |
| 12.          | 〈여우사냥〉                         | 김창환       | 이윤상         | 이윤상       | 3:10      |
| 13.          | 〈Say〉                              | 김창환       | 김창환         | 김창환       | 4:20      |
| 14.          | 〈Last〉                             | 천성일       | 천성일         | 장수원       | 4:26      |
| 15.          | 〈그날까지 (Together Forever)〉      | 김창환       | 김창환         | 김우진       | 3:46      |
| 총 재생 시간 | 총 재생 시간                         | 총 재생 시간 | 총 재생 시간   | 총 재생 시간 | 53:44     |

## 참여
이 목록은 해당 앨범의 부클릿 〈staff〉목록에서 발췌하였다.
| 젝스키스 - 은지원 - 랩, 보컬, 코러스 - 이재진 - 랩, 보컬, 코러스 - 김재덕 - 랩, 코러스 - 강성훈 - 메인 보컬, 코러스 - 고지용 - 랩, 보컬, 코러스 - 장수원 - 보컬, 코러스 세션 - Sam Lee, 이근형 - 기타 - 신형권 - 베이스 기타 - 천성일 - 건반 악기 - 김우진 - 보이스 프로세서 - 김창환, 윤일상, 김건모, 천성일, 홍종구, 한상일, 홍종호, 박미경, 김태영 외 - 코러스 | 스탭 - 김창환 - 프로듀서, 녹음(광화문 스튜디오), 믹싱 - 천성일 - 공동 프로듀서 - 백진호(광화문 스튜디오) - 믹싱(11), 녹음 - 안정선(광화문 스튜디오) - 녹음 - 양영호(신촌뮤직) - 녹음 - 홍범석(신촌뮤직) - 보조 - 한종진(Bay 스튜디오) - 녹음 - 서상환/이현숙(소닉 코리아) - 마스터링 - 정영순 - 아트 디렉터, 디자인 - 장민호 - 일러스트레이터 - 윤우택 - 사진 - 김기영, 남택준, 유성식 - 매니지먼트 - 김창환 - 미디어라인 프로듀서 |